# Minoria nacional

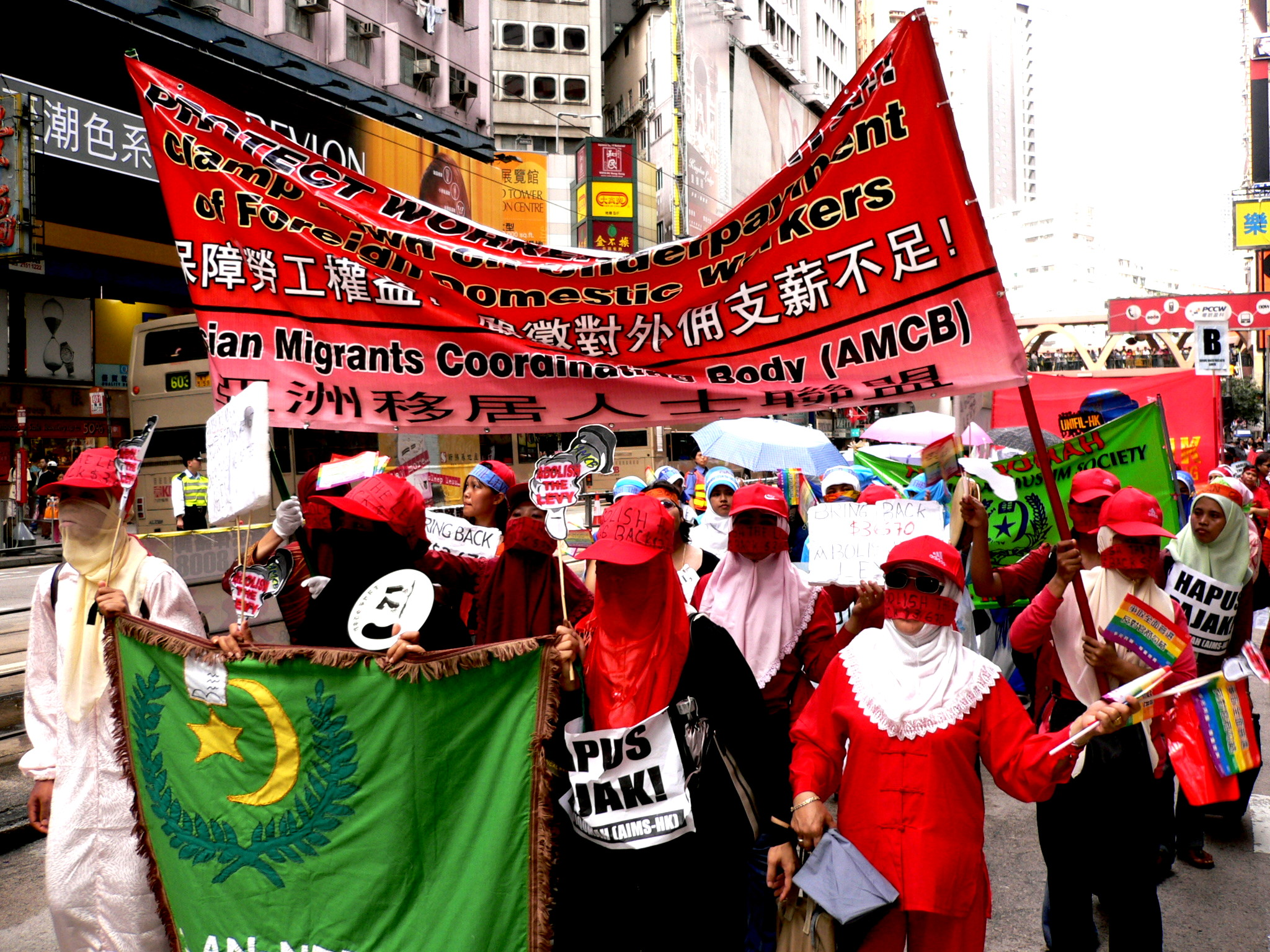
Manifestació conjunta de les minories ètniques de Hong Kong el 1r de juliol del 2005.

Una minoria nacional és un col·lectiu dins un estat que difereix de la població majoritària i/o dominant en quant a ètnia, llengua, cultura, o religió, sovint amb un vincle estret amb un territori específic del qual és originari aquest grup minoritari.
Les consideracions i tracte a les minories nacionals per part dels estats on pertanyen és molt diferent arreu del món i al llarg de la història, des de la protecció a la biopolítica en contra (genocidi cultural, neteja ètnica i àdhuc genocidi). Tant a nivell de l'ONU com europeu hi ha tractats de protecció de les minories nacionals, acotant-ne els aspectes jurídics, però tot i ser signats per gran quantitat de països, això no en significa el compliment. El fet que la majoria d'estats s'autodenominin nacions tot i ser fruit de conquesta de territoris, així com les dinàmiques històriques d'eliminació de grups diferenciats durant la formació dels estats nació, dificulta la protecció de determinades minories nacionals, atès que ni tan sols són reconegudes.
En qualsevol cas és una realitat polièdrica: que pot encabir des de pobles indígenes, com els nadius americans o els aborígens australians, l'estatus de protecció dels quals és fruit d'una consciència culpable pels segles de persecució, als nombrosos grups ètnics i culturals europeus, com els bretons a França o els samis als Països escandinaus, que han desenvolupat de manera independent la seva pròpia llengua i institucions culturals, en aquest cas fins ara sense suport lingüístic de minoria estatal ni estatus de minoria nacional.
Un tema afegit i complex és el de la identificació de «minories en la minoria» quan aquests col·lectius pertanyen a la majoria estatal. En l'àmbit de les Nacions Unides preval l'opinió que les minories només prenen com a àmbit de referència l'Estat en el seu conjunt, per la qual cosa els membres d'una majoria no poden ser considerats com a minoria.
La sentència del Tribunal de Justícia de la Unió Europea (TJUE), de 30 de gener de 2023, sobre les qüestiones prejudicials plantejades pel jutge espanyol Pablo Llarena sobre les ordres de detenció europees (ODE), es va establir jurisprudència els drets a les minories nacionals en el marc d'un concepte jurídic més ampli que va anomenar «grup de persones objectivament identificable», estenent la jurisprudència més enllà del supòsit específic que va iniciar la causa vers a minoria religiosa, minoria sexual o altres.

## Intent de classificació
Segons en Małgorzata Budyta-Budzyńska les minories es poden dividir segons els criteris següents:

### Mida del grup
- petit (representa un petit percentatge de ciutadans al país de residència, per exemple, la minoria lituana a Polònia)
- mitjà (per exemple, la minoria alemanya a Polònia)
- gran (constitueix una gran part de la població del país, per exemple, la minoria hongaresa a Eslovàquia o la minoria russa a Letònia i Estònia)

### Pàtria exterior

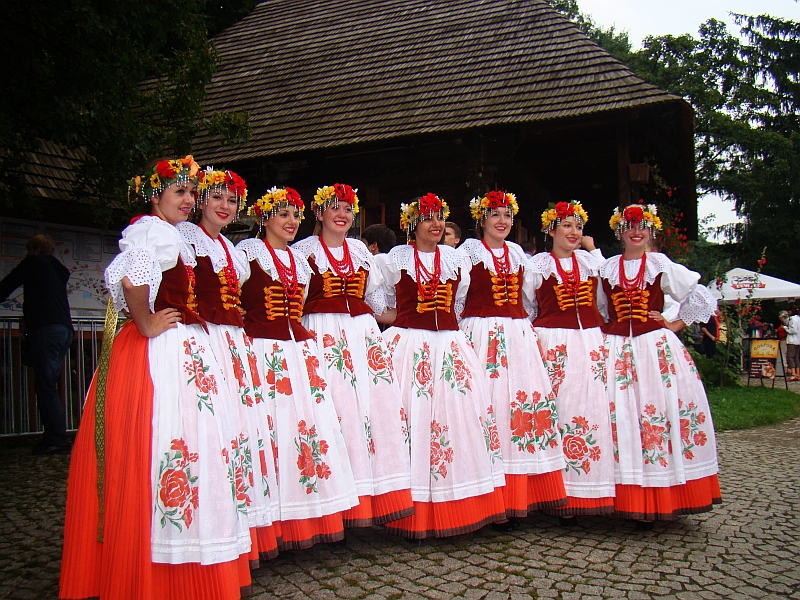
Minoria nacional polonesa a la República Txeca

- tenir-ne (per exemple, la minoria hongaresa a Romania, la minoria ucraïnesa a Polònia)
- no tenir-ne (minories sense estat, p. Kurds a Alemanya i Turquia, la minoria sòrab a Alemanya)

### Relació de la minoria amb el país de residència
- indígena (altres termes: històric, sedentari, tradicional, antic, per exemple, minoria belarussa a Polònia, minoria danesa a Alemanya)
- al·lòcton (altres termes: no històric, afluència, immigrant, nou, jove; per exemple, la minoria croata a Alemanya, la minoria vietnamita a Polònia)

### Origen
- canvi de fronteres (annexió d'un territori amb la seva població per un nou estat com a resultat d'una guerra o d'acords interestatals, per exemple, la Catalunya Nord, annexionada a França en virtut del tractat dels Pirineus, la minoria alemanya a Polònia, la minoria hongaresa a Romania després del tractat del Trianon; la desintegració de l'estat, per exemple la minoria russa a Letònia després del col·lapse de l'URSS; plebiscit, per exemple, la minoria eslovena a la Caríntia austríaca, que va decidir quedar-se en aquest país després de la Primera Guerra Mundial)
- colonialisme (afluència de mà d'obra barata dels països colonials a les metròpolis, per exemple, la minoria pakistanesa a Gran Bretanya, la minoria indonèsia als Països Baixos, la minoria àrab a França)
- acció d'assentament (assentament deliberat de determinats grups nacionals al territori d'un país determinat, per exemple per augmentar el seu desenvolupament econòmic, per exemple, la minoria alemanya a la Transsilvània romanesa o amb finalitats de defensa, per exemple, la minoria sèrbia a la Krajina croata)
- migració econòmica (per exemple, la minoria vietnamita a Polònia)
- migració amb finalitats polítiques (per exemple, la minoria grega a Polònia després de la Segona Guerra Mundial, la minoria russa -els anomenats "blancs"- a França després de la revolució bolxevic)
- migració amb finalitats socials (per exemple, minoria romanesa gitana als països d'Europa occidental)
- migració com a resultat de la persecució religiosa (per exemple, la minoria txeca a Zelów prop Bełchatów, va arribar a Polònia a causa de la repressió dels protestants a l'estat dels Habsburg)
- finalització del procés de construcció nacional, com a resultat del qual un grup ètnic o regional adquireix la seva pròpia identitat nacional (per exemple, la minoria sòrab a Alemanya)

### Distribució al país
- minories compactes (en grans grups, per exemple, la minoria belarussa a Polònia, la minoria danesa a Alemanya)
- minories disperses (a la diàspora, per exemple, la minoria jueva a l'Europa central i oriental d'entreguerres)
- minories frontereres (per exemple, la minoria lituana a Polònia, o la minoria catalana a França)
- minories existents dins del territori del país (les anomenades minories insulars o de butxaca, per exemple, la minoria txeca a Zelów, prop de Belchatów)

### Nivell de distància cultural
- minories lleugerament diferents de la nació dominant (per exemple, la minoria eslovaca a Polònia)
- minories radicalment diferents de la nació dominant (per exemple, la minoria àrab a França)

## Intent de definició legal
Els intents de formular una definició del concepte acceptada per unanimitat han acabat en fracàs. Tanmateix, hi ha una definició força utilitzada que, malgrat el seu caràcter no oficial en matèria internacional, sembla més autoritzada. És el que apareix a la Recomanació 1201 adoptada l'1 de febrer de 1993 per l'Assemblea Parlamentària del Consell d'Europa, que demana als estats membres que adopten un protocol addicional al Conveni Europeu de Drets Humans sobre els drets de les minories nacionals. L'article 1 de la proposta de protocol annex a aquesta recomanació incloïa una definició precisa, que s'inspirava en gran manera en la proposada l'any 1979 pel professor Francesco Capotorti en un informe elaborat en nom de la subcomissió de minories de l'ONU:
"El terme "minoria nacional" significa un grup de persones en un Estat que:
a. resideixen al territori d'aquest Estat i en són ciutadans;
b. mantenen vells, sòlids i duradors vincles amb aquest Estat;
c. tenen característiques ètniques, culturals, religioses o lingüístiques específiques;
d. són prou representatius, tot i que siguin menys nombrosos que la resta de la població d'aquest Estat o d'una regió d'aquest Estat;

e. tenen l'impuls de preservar junts allò que constitueix la seva identitat comuna, en particular la seva cultura, les seves tradicions, la seva religió o la seva llengua.»
Reunit a Estrasburg el 8 de juny de 2005, el Parlament Europeu va proposar que aquesta definició es basi en la definició continguda a la declaració 1201, recollint els criteris establerts pel Consell d'Europa. El text sobre “estàndards mínims per a les minories” adoptat el 13 de novembre de 2018, “recomana, tenint en compte els principis de subsidiarietat, proporcionalitat i no discriminació, que la definició de “minoria nacional” es basi en la que estableix la Recomanació. 1201 (de 1993) de l'Assemblea Parlamentària del Consell d'Europa”.
Altrament, el Conveni del Consell d'Europa distingeix entre minories nacionals i minories immigrades posteriors, així com entre la protecció justificada per les minories nacionals i els esforços realitzats per millorar la situació dels immigrants a Europa.

## Àmbit jurídic internacional
L'ONU aprovà per consens el 1992 la Declaració de les Nacions Unides sobre les Minories. En el seu article I diu:
Els Estats protegiran l'existència i la identitat nacional o ètnica, cultural, religiosa i lingüística de les minories dins dels seus territoris respectius i fomentaran les condicions per a la promoció d'aquesta identitat. Els Estats adoptaran mesures adients, legislatives i d'un altre tipus, per a aconseguir aquests objectius.

### Àmbit jurídic europeu
L'accepció dominant en l'àmbit institucional europeu és la de considerar com a minoria nacional tota aquella minoria ètnica, lingüística o religiosa composta majoritàriament per nacionals del país de residència, és a dir, una minoria tradicional d'aquest Estat. El marc jurídic és l'establert en l’article 2 del Tractat de la Unió Europea:
“La Unió es fonamenta en els valors de respecte de la dignitat humana, la llibertat, la democràcia, la igualtat, l'estat de dret i el respecte dels drets humans, inclosos els drets de les persones pertanyents a minories. Aquests valors són comuns als estats membres en una societat caracteritzada pel pluralisme, la no discriminació, la tolerància, la justícia, la solidaritat i la igualtat entre dones i homes.”
I també són vigents els tractats CMPMN (Conveni marc per a la protecció de les minories nacionals) i la Carta Europea de les Llengües Regionals i Minoritàries. Pel que fa al CMPMN, de novembre de 1994, que entrà en vigor el 1998, es poden destacar els primers Títols:
Títol I
Article 1 La protecció de les minories nacionals i dels drets i llibertats de les persones pertanyents a aquestes minories és part integrant de la protecció, internacional dels drets humans i, com a tal, es troba dins del camp de la cooperació internacional.
Article 2 Les disposicions del present Conveni marc s'aplicaran de bona fe, en un esperit de comprensió i de tolerància i de conformitat amb els principis de bon veïnatge, de relacions amistoses i de cooperació entre els Estats.
Article 3
1 Tota persona pertanyent a una minoria nacional tindrà dret a triar lliurement ser O no tractada com a tal i l'exercici d'aquesta opció i dels drets relacionats amb la mateixa no donarà lloc a cap desavantatge.
2 Les persones pertanyents a minories nacionals podran exercitar, tant individualment com conjuntament amb unes altres, els drets i llibertats derivats dels principis consagrats el present Conveni marc.
Títol II
Article 4
1 Les Parts es comprometen a garantir a les persones pertanyents a minories nacionals el dret a la igualtat davant la llei i a una protecció igual per part de la llei. Referent a això, es prohibirà tota discriminació fundada sobre la pertinença a una minoria nacional.
2 Les parts es comprometen a adoptar, quan sigui necessari, mesures adequades amb la finalitat de promoure, en tots els camps de la vida econòmica, social, política i cultural, una plena i efectiva igualtat entre les persones pertanyents a una minoria nacional i les pertanyents a la majoria. *Á aquest respecte, tindran degudament en compte les condicions específiques de les persones pertanyents a les minories nacionals.
3 Les mesures adoptades de conformitat amb l'apartat 2 no es consideraran un acte de discriminació.
Article 5
1 Les Parts es comprometen a promoure les condicions necessàries per a permetre a les persones pertanyents a minories nacionals mantenir i desenvolupar la seva cultura, així com preservar els elements essencials de la seva identitat, a saber, la seva religió, llengua, tradicions i patrimoni cultural.

2 Sense perjudici de les mesures adoptades de conformitat amb la seva política general d'integració, les Parts s'abstindran de tota política o pràctica encaminada a l'assimilació contra la seva voluntat de persones pertanyents a minories nacionals i protegiran aquestes persones contra tota acció destinada a aquesta assimilació.
Cal indicar que la protecció del CMPMN no es redueix als àmbits territorials en els quals tradicionalment resideixen les minories nacionals. Determinades clàusules són d'obligada aplicació en tot el territori de l'Estat.
El Comitè consultiu (CC) del Consell d'Europa no considera necessari que un determinat grup es consideri a si mateix com a minoria nacional, o que l'Estat el denomini d'aquesta manera per a considerar-lo minoria a l'efecte del CMPMN. Fins i tot en el cas que el grup en qüestió rebutgi expressament la denominació de minoria nacional per aspirar a ser referit amb altres categories, no per això s'elimina l'aplicabilitat del CMPMN. El no reconeixement estatal d'una minoria nacional, o una categorització diferent de la mateixa no exclou l'aplicació del CMPMN. El CC assenyala expressament que el concepte de minoria nacional del Dret internacional no implica que sigui necessari emprar aquest mateix terme en el Dret intern o políticament, el que suposa defensar una definició material i objectiva de minoria nacional, una cosa necessària en la pràctica per a aplicar un instrument paneuropeu. El fet que en l'ordenament intern s'usin altres categories per a referir-se a aquesta realitat no comporta segons el parer del CC una exclusió de l'aplicació del CMPMN. Així, davant el que a priori pogués constituir una minoria nacional, el CC insisteix en l'autoidentificació del propi grup com un dels criteris determinants, que s'aplica igualment davant els dubtes sobre la diferenciació del grup enfront d'altres o enfront de la inactivitat de l'Estat.

#### Dret constitucional comparat
Amb una tipologia coincident amb la emprada en l'àmbit de les Nacions Unides, segons el Dret constitucional comparat, hi ha quatre tipus de minories que apareixen explícitament esmentades en els diversos textos constitucionals europeus:
- minories lingüístiques
- religioses
- ètniques
- nacionals

Els països tenen diferents enfocaments sobre la qüestió de les nacionalitats i les minories nacionals, alguns (com ara França) no reconeixen gens el concepte de minoria nacional.
Hi ha setze Estats europeus que incorporen en les seves Constitucions termes com a «minoria nacional» o potencialment equiparables com a «nacionalitats» o «poble autòcton», però alhora altres Estats europeus disposen de legislacions específiques que al·ludeixen a les minories nacionals (Bòsnia i Hercegovina, Polònia, Croàcia, Txèquia, Lituània, Hongria, Moldàvia, Sèrbia, Ucraïna o la Federació Russa), a minories lingüístiques (Itàlia o Albània, per exemple) o a minories o grups ètnics o racials (Polònia, Àustria, Alemanya, el Regne Unit, Hongria...). En paral·lel, la categoria «nacionalitat» és emprada amb normalitat no sols pels governs de Macedònia, i Ucraïna, sinó també pels de Rússia, Lituània, Eslovènia, Sèrbia, Armènia o Letònia, de la mateixa manera que altres països com Letònia, Suècia, Rússia, Noruega, Dinamarca o Finlàndia utilitzen en les seves legislacions conceptes com a poble o pobles indígenes (en plural).

#### Jurisprudència del Tribunal de Justícia de la Unió Europea
La sentència del Tribunal de Justícia de la Unió Europea (TJUE), de 30 de març de 2023, sobre les qüestiones prejudicials plantejades pel jutge espanyol Pablo Llarena sobre les ordres de detenció europees (ODE), es va establir els drets a les minories nacionals en el marc d'un concepte jurídic més ampli que va anomenar «grup de persones objectivament identificable», estenent la jurisprudència més enllà del supòsit específic que va iniciar la causa vers a minoria religiosa, minoria sexual o altres, i el tribunal ha de vetllar per possibles aplicacions de la seua jurisprudència en casos distints, incloguen la minoria nacional. Aquesta sentència es va interpretar de diferents òptiques, des que el TJUE havia establert jurisprudència amb un aspecte que no podia aplicar-se al supòsit concret perquè no hi havia cap falla sistèmica en el sistema judicial espanyol ni seria aplicable el concepte de minoria nacional, fins a la defensa d'alguns polítics catalans exiliats des de l'octubre del 2017, que ho van veure com un reconeixement de les seves possibilitats de poder tornar a Catalunya.

## Europa

### Alemanya
La República Federal d'Alemanya va signar l'acord marc l'any 1997, assenyalant expressament que «correspon als lands contractants individuals determinar a quins grups s'aplica després de la ratificació» .
S'han de complir els criteris següents per a la determinació com a minoria nacional a Alemanya:
1. Ser de nacionalitat alemanya
2. Diferenciar-se del grup social majoritari per raó de llengua, cultura o/i història, és a dir, per la seva pròpia identitat
3. Voler mantenir aquesta identitat
4. Tradicionalment ser originaris de l'Alemanya
5. Viure en zones d'assentament tradicional.[12]

Així, les quatre principals minories que viuen a Alemanya són:
- La minoria danesa a Alemanya: uns 50.000 danesos amb ciutadania alemanya (danesos del sud de Schleswig) viuen a la regió de Schleswig-Holstein des de la guerra que Dinamarca va perdre el 1864, atès que era una regió tradicionalment poblada per danesos.[14]
- l'ètnia frisona: Els frisons del mar del Nord –inicialment a la Frísia occidental holandesa i a la Frísia oriental alemanya– són un poble que va emigrar a la Frísia del Nord al voltant del segle vii, i a Saterland entre el 1100 i el 1400.
- els sinti i els gitanos alemanys: En els documents històrics alemanys, s'esmenten els gitanos des del segle xiv. Actualment es calcula que hi ha uns 70.000 gitanos de que viuen principalment a les àrees metropolitanes.
- el poble sòrab: a partir de l'any 600 dC aproximadament els sorbis van emigrar a la zona a l'est de l'Elba i de Saale, en gran part abandonada pels alemanys. Avui uns 20.000 sorbs viuen a la Baixa Lusàcia (estat de Brandenburg) i uns 40.000 a l'alta Lusàcia (estat lliure de Saxònia).

Ara bé, el terme "minoria nacional" només s'aplica als danesos, els sinti i els gitanos, mentre que els frisons -sense que això modifiqui la seva situació jurídica- s'anomenen «grup ètnic» i els sorbis com "poble". Aquesta regulació lingüística es remunta a motius ideològics entre els anomenats frisons nacionals o frisons del nord de mentalitat danesa d'una banda i els frisons del nord de mentalitat alemanya d'altra banda des del moment del referèndum de Schleswig el 1920. Després que Frísia del Nord va romandre amb Alemanya, els nacionals frisons, que posteriorment van treballar estretament amb la minoria danesa, van seguir una política activa de minories. Els frisons de mentalitat alemanya, en canvi, van evitar aquest terme i una política de demarcació corresponent, van situar el seu treball per la llengua i la cultura frisones en el marc d'un tipus tribal especial de cultura alemanya. Aquest contrast ideològic continua tenint efecte avui dia i fa que la majoria dels frisons, encara que tinguin una forta identitat frisona, no volen ser anomenades "minoria".
Des del 2005, les quatre minories nacionals autòctones d'Alemanya (Schleswigers del sud, danesos, frisons, sorbs i gitanos) treballen juntes al Consell de les minories i la Secretaria de Minories a Berlín. El Secretariat de les minories actua principalment com a oficina d'enllaç de les minories nacionals amb el Bundestag, el Bundesrat i el Govern federal i acompanya el treball parlamentari a nivell federal pel que fa a les qüestions de política de les minories. El Consell de Minories, que està vinculat a la Secretaria de Minories, treballa principalment com a grup d'interès polític mixt i defensa, entre altres coses, la inclusió d'un article separat per a les quatre minories nacionals a la Llei Fonamental (similar a l'article corresponent de la Llei bàsica). constitucions estatals de Brandenburg, Saxònia i Schleswig-Holstein). L'Associació de Minories Nacionals d'Alemanya ja existia entre 1924 i 1939 com a precursora del Consell de Minories.
També cal dir que fins a la seva privació de drets el 7 de setembre de 1939, també hi havia una minoria polonesa reconeguda al Reich alemany. Posteriorment a la Segona guerra mundial, totes les zones antigament alemanyes on vivia una minoria polonesa pertanyen al territori de la República de Polònia.

### Àustria
La protecció de les minories a Àustria es basà inicialment en el Tractat de Saint-Germain de 1919, i després de la Segona Guerra Mundial, mercès a l'article 7 del Tractat d'Estat austríac. Així, la legislació austríaca defineix tant la ratificació de l'acord marc al Butlletí de lleis federals III Núm. 120/1998 sota el terme "minories nacionals" en el sentit del Conveni Marc així com en el 11 (2) de la Llei de grups ètnics de 1976 com a grups ètnics, en el sentit d'aquesta Llei federal:
.... grups de ciutadans austríacs residents en zones del territori federal amb llengua materna i ètnia no alemanya.
D'aquesta manera, el concepte d'ètnia es combina amb el de les minories ètniques i lingüístiques així com amb la cultura independent, i es classifica de la següent manera:
- el grup ètnic de Burgenland-croat (vegeu Croats, Croats de Burgenland)
- l' ètnia eslovèna (vegeu Eslovènes, Carinthians Eslovèns)
- el grup ètnic hongarès (vegeu Magyars, Burgenland Hongria)
- el grup ètnic txec (vegeu Txecs)
- el grup ètnic eslovac (vegeu els eslovacs)
- l' ètnia gitana (des de 1993) (vegeu Roma, Burgenland Roma)

D'aquestes minories, la croata i eslovena de Burgenland, Estiria i Carintia, tot i constituir menys de l'un per cent de la població, gaudeixen de la protecció directa del Tractat d'Estat. En determinats districtes, es garanteix l'ús gratuït de la llengua com a llengua oficial (també als tribunals), així com l'assistència a l'escola en la seva llengua materna. En aquests llocs també s'han d'instal·lar rètols topònims bilingües.

### Bèlgica
A Bèlgica, la minoria germanòfona, i les poblacions francòfones i neerlandòfones, són reconegudes oficialment com les tres «Comunitats» constitutives de Bèlgica (Comunitat francesa, Comunitat flamenca i Comunitat germanòfona), subsidiades per l'Estat federal i competents en matèria cultural. Bèlgica està formada per regions sobreposades als límits lingüístics, disposant d'un poder legislatiu (amb un parlament escollit per regió) i d'un poder executiu exercit pels ministres triats entre els membres del Parlament de cada Comunitat. La comunitat germanòfona forma part completament de la Valònia. Els membres dels governs de les tres comunitats poden formar part dels governs regionals.

### Espanya

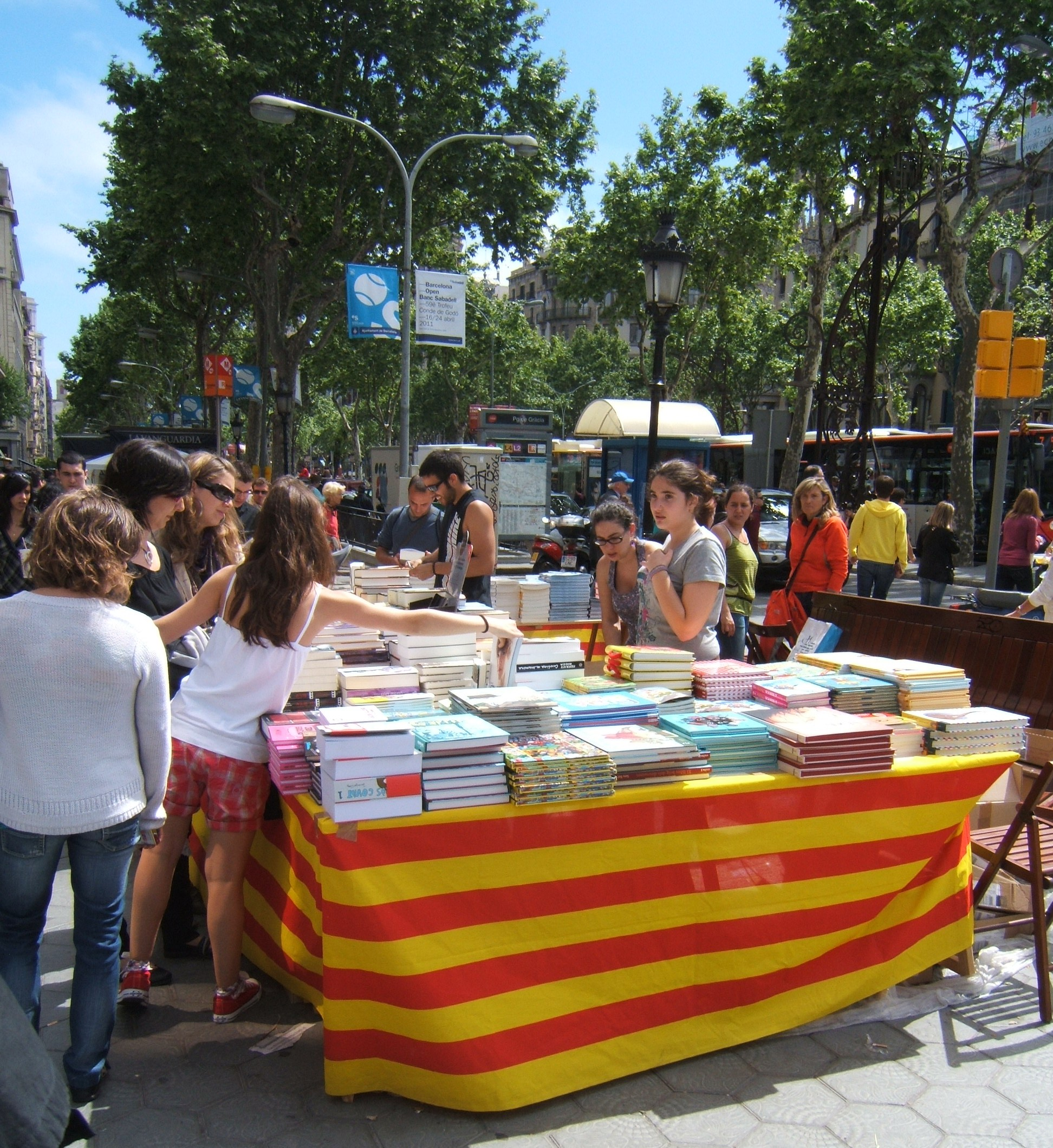
Diada de Sant Jordi a Catalunya

La mera ratificació per Espanya de tractats com el Pacte Internacional de Drets Civils i Polítics (respecte al seu art. 27), del CMPMN i de la Carta Europea de les Llengües Regionals i Minoritàries ja suposa per si mateix el reconeixement de drets als membres de les minories a través de normes específiques. Pot en aquest sentit també recordar-se les normes específiques que protegeixen els membres de determinades confessions minoritàries.
Com en les altres nacions-estat d'Europa Occidental (Portugal, França, la Gran Bretanya, etc.), a Espanya la conformació d'una monarquia autoritària des de finals de l'edat mitjana va produir el desenvolupament secular paral·lel de l'Estat sota les successives conformacions territorials de la Monarquia Hispànica. Després de la Guerra de successió, format un Estat sota un únic govern, lleis i usos, es procedí a construir la nació per aconseguir l'estat nació (com a França, és l'estat qui crea la nació i no el procés contrari). Aquest procés s'accelerà el s. XIX, originant-se de forma paral·lela el nacionalisme espanyol, el moviment social, polític i ideològic que intenta conformar una identitat nacional espanyola basat en una matriu castellana, en enfrontament a altres nacions històriques de l'Estat.
Susceptible de ser classificada com a democràcia ètnica, actualment l’Estat espanyol només reconeix com a minoria nacional els gitanos, i n’exclou a catalans (i per descomptat valencians i illencs), bascos i gallecs. Tot i això, és una evidència per a qualsevol observador extern que existeixen diversitats socials a l'Estat espanyol que responen a diverses categories de minoria nacional esmentades, com ara l'existència de minories lingüístiques a territoris ancestrals, per exemple.
Altrament, cal indicar que l'autonomia política, lluny d'excloure l'aplicabilitat del CMPMN, reforça els arguments en favor de la identificació de minories nacionals, com s'ha assenyalat expressament pel Comité consultiu del Consell d'Europa en els casos de les Groenlàndia, Escòcia, Gal·les, Illes Fèroe, o les repúbliques autònomes de la Federació Russa. En conseqüència, en el cas d'Espanya no pot emprar-se l'autonomia territorial com un argument per a denegar la condició de minories nacionals de determinades poblacions que exhibeixen diferències lingüístiques, culturals o identitàries respecte de la majoria de la població, com ara els Països de parla catalana.

#### Gitanos
El poble gitano, poble rom, gitanos o romanís és un grup ètnic divers que viu principalment a l'Europa del Sud i de l'Est, l'Orient mitjà, Turquia, als EUA i Amèrica Llatina. Es creu que la major part prové de les regions índies de Panjab i el Rajasthan. A l'estat espanyol, es diu calé per referir-se a la persona, o caló per referir-se a la llengua pròpia.
Els primers documents de l'entrada dels gitanos en la península ibèrica daten del segle XV. Des de llavors han patit una persecució continuada per part de la monarquia espanyola o l'estat espanyol, començan pel Reis Catòlics que el 1469 donaren un termini de dos mesos perquè prenguessin un domicili fix, adoptessin un ofici i abandonessin la seva manera de vestir, els seus costums i el seu idioma, sota pena d'expulsió o esclavitud. Des de llavors han patit batudes, amenaçes d'expulsió, i àdhuc separacions d'homes i dones per aconseguir "l'extinció de la raça".

La discriminació legal cap als gitanos pot seguir observant-se al segle xx, per exemple als articles 4 i 5 del Reglament de la Guàrdia Civil de 1943, on s'especifica que els gitanos havien de ser vigilats de manera especial.

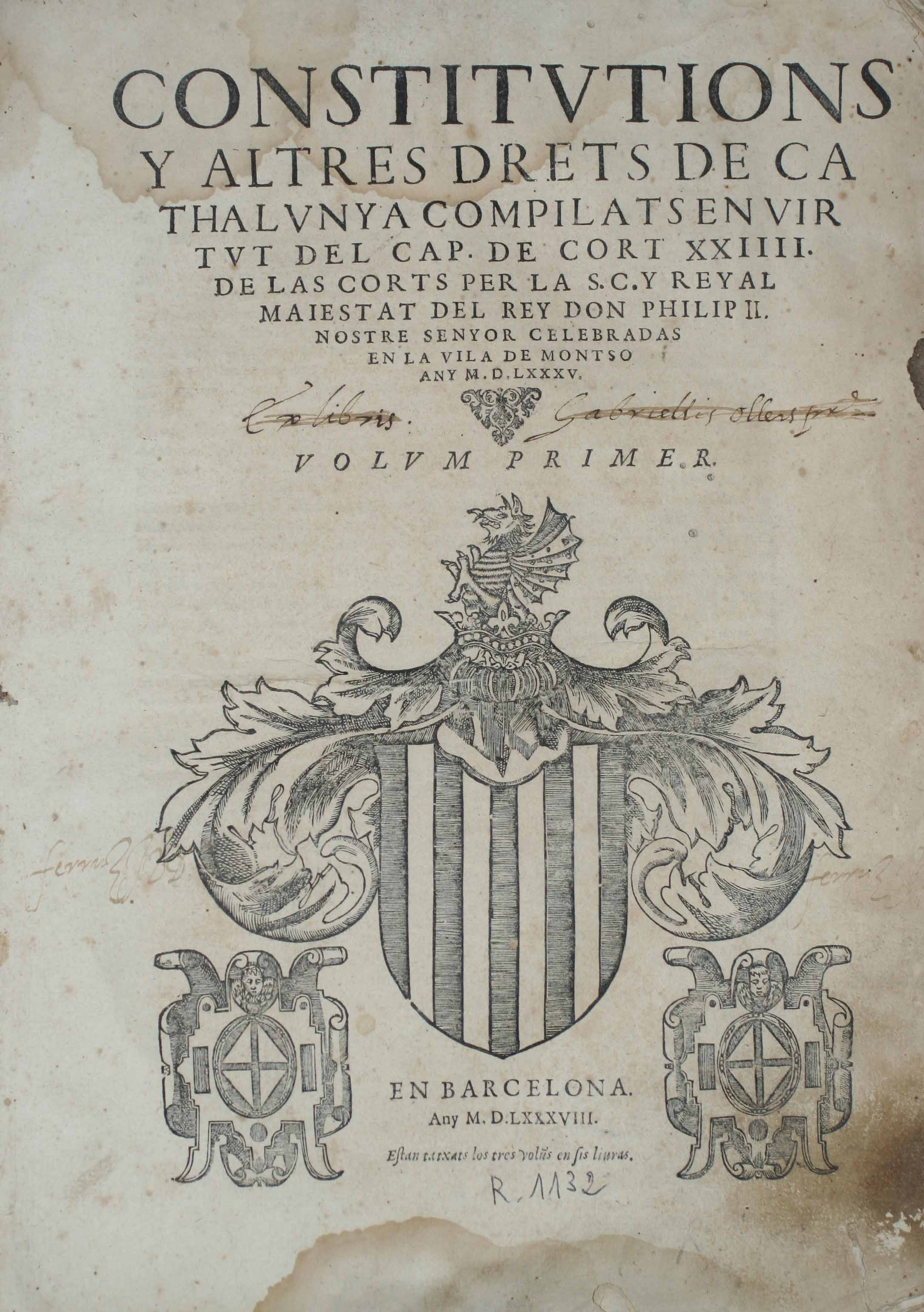
Constitucions de Catalunya de 1585

#### Catalanoparlants
Els catalans, i de fet, el conjunt dels territoris catalanoparlants de l'antiga Corona d'Aragó compleixen els criteris per a ser una minoria nacional, tant per la cultura i llengua pròpia com per l'assentament en un territori. Altrament cal recordar que la Corona d'Aragó és una de les fundadores de la Monarquia catòlica, que acabaria donant pas a l'actual Regne d'Espanya, pel que no només es compleixen els criteris de minoria nacional, sinó que hi ha uns drets històrics desatesos a causa d'un suposat dret de conquesta. També cal dir que l'actual segmentació política de l'estat de les autonomies dificulta cap reclamació.
L'expansionisme castellà des del s. XVI ha reduït la Corona d'Aragó a l'actual minoria nacional catalanoparlant, que tampoc és reconeguda, ans al contrari, hi ha una teranyina de lleis, començant per la Constitució, que en cerca la minorització cultural i l'assimilació castellana. Després d'un possible intent de neteja ètnica, la imposició biopolítica del castellà durant la dictadura franquista, fins al punt de considerar-se un intent de genocidi cultural, la democràcia consolidà un règim asimètric de bilingüisme, en el que progressivament s'ha teixit una teranyina de lleis i ajudes que privilegien el castellà respecte el català, que esdevé la llengua feble del bilingüisme, i per tant, en absència d'altres estats on es parli, és sentenciat a la desaparició a mitjà o curt termini. En la mateixa línia, s'impedeix l'ús al Congrés espanyol, i s'impedeix que sigui oficial a Europa, a diferència de llengües menys parlades com ara el gaèlic. En altres àmbits institucionals, com ara la justícia, Plataforma per la Llengua ha denunciat catalanofòbia. Les associacions Sobirania i Justícia i Drets també ho han denunciat en un acte al Parlament Europeu.
Alhora, un dels motors del sobiranisme és la protecció a la llengua i cultura catalanes.

#### Bascos
Com Catalunya, els bascos compleixen amb escreix els criteris per ser considerats una minoria nacional, tot i que legalment no ho siguin. Ara bé, a diferència dels catalans, durant les guerres carlines si que aconseguiren que els retornessin part dels seus furs, pel que sense ser un minoria nacional el seu tracte per part de l'estat espanyol s'hi assembla.

#### Gallecs
Els gallecs són un grup ètnic, nacional i cultural amb una pàtria històrica comuna que és Galícia, al nord-oest de la península Ibèrica. A Galícia s'hi parlen àmpliament dues llengües romàniques: el gallec, nativa i cooficial al territori; i el castellà, a causa del fenomen de substitució lingüística, que és llengua forana, tot i que oficial a tot l'Estat.

### França

#### Minories lingüístiques
Atès que a França és l'Estat qui crea la nació en comptes del sentit natural, la nació la qui crea l'Estat, la cerca de la igualtat ciutadana és causa de l'anorreament de la diversitat cultural. La imposició de la llengua i cultura estatals, basades en la cultura i llengua d'un sol territori, ha causat la marginació i eliminació d'altres llengües i cultures. En aquest sentit, el jacobinisme ha dut a polítiques aplicades fins a l'actualitat d'erradicar les llengües regionals, dites sovint despectivament patois (bretó, basc, català, occità, alsacià, francoprovençal, cors i Flamenc), per considerar-les un element reaccionari, ja que al progrés i a la modernitat només s'hi podia arribar mitjançant l'ús del francès. En aquesta manera de fer, el 1882 la Tercera República va instaurar l'educació primària universal, l'ús de les llengües regionals va ser durament reprimit, amb l'objectiu de crear unitat nacional.
Avui en dia França manté una relació particular amb les seves minories lingüístiques, culturals o confessionals, perquè l'universalisme republicà afirmat a la seva Constitució posa el principi de la igualtat davant la llei de tots els ciutadans, al marge de l'origen, i aquest principi, com el de laïcitat, només té excepció a l'esfera privada. En aquest mateix sentit, el Consell Constitucional, tanmateix, bloquejà la signatura de la Carta Europea de les Llengües Regionals o Minoritàries, en argumentar que contradeia la provisió constitucional de la Cinquena República que establia que el francès era la llengua de la República. Com l'observa el lingüista Jacques Leclerc, la política francesa concedeix la primacia a l'Estat i considera que les expressions culturals minoritàries poden sovint emparentar-se a un comunitarisme.
A l'Oficina europea per a les llengües minoritàries, la branca francesa agrupa 10 comunitats lingüístiques: bretó, català, cors, llengües criolles, alemany/alsacià, basc, luxemburguès/mosel·lès, neerlandès/flamenc occidental, occità i llengües d'oïl. Altrament, hi ha tretze llengües, anomenades "llengües regionals" a les que es permet l'ensenyament públic:
- en el marc de la llei Deixonne (1951): el basc, el bretó, el català i l'occitàLes regions administratives actuals no tenen cap relació amb l'occità i els seus dialectes.
- des de 1974: el cors
- des de 1981: el tahitià

Les regions administratives actuals no tenen cap relació amb l'occità i els seus dialectes.

- des de 1992: quatre llengües austronèsiques (l'ajië, el drehu, el nengone i el paicî)
- des de 2006: el gal·ló, el luxemburguès i l'alsacià.

Però tot i un petit reconeixement lingüístic, la presència de minories nacionals basades en la llengua (occità, català, basc...) no són contemplades, ans al contrari, històricament han sigut fortament reprimides, i àdhuc ara viuen en la marginalitat. L'Acadèmia Francesa, s'oposà a qualsevol menció de les llengües regionals dins la Constitució per considerar-ho un atemptat contra la identitat nacional francesa, segons una declaració feta pública el 12 de juny de 2008. I segons l'Atles interactiu UNESCO de les llengües del món en perill, 34 llengües de França són actualment en diversos graus de perill d'extinció, 26 d'elles a la França europea i les altres 8 a la dels altres continents (antigues colònies).

##### La vergonya
La vergonha, "vergonya" en occità, a vegades lo vergonhament en el sentit d'avergonyiment, però també d'humiliació, és com els occitans anomenen les pràctiques -i per extensió els efectes- que sobre els nens i la resta de ciutadans no francòfons de França, tingueren diverses polítiques governamentals respecte del que hom va anomenar patuès, en al·lusió despectiva general a les llengües no oficials de l'Estat. Aquestes pràctiques les han patit la major part de la població francesa, tant occitanoparlants com catalanoparlants, corsos, bascs, bretons, etc., des dels governs de Francesc I de França (Edicte de Villers-Cotterêts) fins a l'actual de l'Emmanuel Macron.

#### Minories ètnico-religioses
Tanmateix, si la noció de «minoria etnolingüística» o «confessional» no existeix en dret francès, certes parts del territori fan, per raons històriques, excepció limitada a aquesta regla: la laïcitat no és obligatòria a Alsàcia-Mosel·la; a Còrsega, en raó de la seva insularitat però sobretot d'intenses lluites sobretot portades pel Front d'alliberament nacional cors a partir de 1976, té una autonomia parcial, i a Nova Caledònia existeixen estadístiques ètniques oficials.

### Hongria
Comptant els armenis, búlgars, alemanys, grecs, croates, polonesos, romanesos, russos, serbis, eslovacs, eslovens i ucraïnesos, són reconeguts un total de 12 grups com a minories nacionals a Hongria (vegeu també Ètnies a Hongria).

### Itàlia
L'article 6 de la Constitució italiana estableix que "la República protegeix les minories lingüístiques amb les normes adequades", i alguns estatuts regionals també ho han regulat. Al text proposat originalment es parlava de "minories etnolingüístiques", però en el text aprovat per la Constitució només es fa referència a les minories lingüístiques. Així, en el desenvolupament legal, l'art. 2 de la llei 482/1999 reconeix l'existència de dotze minories lingüístiques definides "històriques" i n'admet a tutela les respectives llengües i cultures:
En aplicació de l'article 6 de la Constitució i en harmonia amb els principis generals establerts per les organitzacions europees i internacionals, la República protegeix la llengua i la cultura l'albanesa, catalana, alemanya, grega, eslovena, i croata, i els parlants de francès, francoprovençal, el friül, ladí, occità i sard.
I la Cort Constitucional italiana estableix en les seves sentències que no hi pot haver discriminació vers les dotze minories lingüístiques històriques enumerades: aquesta llei no distingeix entre minories lingüístiques "amb Estat" i minories lingüístiques "sense estat": són totes destinatàries en igual mida de les normes de tutela previstes per aquesta llei, amb la qual la República italiana ha donat per primera vegada actuació al art. 6 de la Constitució italiana.
Segons alguns experts, atès que a cada ètnia correspon una llengua la denominació "minoria lingüística", l'element lingüístic hauria de servir igualment per a protegir qualsevol grup ètnic al·lòfon. I en aquest sentit, el Consell d'Europa ha assenyalat que la legislació italiana, tot i concedir protecció a les minories lingüístiques històriques amb una base territorial, no contempla minories sense una referència a un territori determinat, com ara els Sinti i Gitanos. Els Gitanos i els Sinti són minories lingüístices històriques a les que el Parlament italià no ha inclòs en la llista de l'article 2 de l'art. 2 del L. 482/99, tot i haver promés el 1999 el reconeixement i tutela. El fet que encara no s'hagi fet és objecte de denúncia per part del Comitè del Consell d'Europa en tots els seus informes. En els seus informes, el Consell d'Europa s'ha queixat en diverses ocasions de la insuficient protecció de l'Estat italià enfront de les minories lingüístiques reconegudes i protegides per la llei 482/99, en particular respecte a les que no estan protegides per acords internacionals, i de l'escassetat de fons que se'ls ha assignat.

### Kosovo
A Kosovo hi ha una majoria albanesa (albanesos de Kosovo) viuen a Kosovo. A més d'ells, hi ha serbis, bosnians (bosnians a Kosovo), gitanos, Ashkali, els croats (Janjevci), els goranis, els Torbes, els turcs de Kosovo i els anomenats egipcis (egipcis de Kosovo). Tots són reconeguts com a minories nacionals (vegeu també Grups ètnics a Kosovo). Les sis estrelles de la bandera de Kosovo representen els albanesos, els serbis, els bosnians, els gitanos, els turcs i la resta de minories del país.

### Luxemburg
Luxemburg va signar l'acord marc el 1995 però encara no l'ha ratificat.

### Polònia
El dret de les minories ètniques a Polònia està garantit per la Constitució i la Llei de 6 de gener de 2005 sobre les minories nacionals i ètniques i la llengua regional.
Hi ha nou minories nacionals i quatre ètniques a Polònia (vegeu també Polònia #grups ètnics). A la "Llei de les minories" polonesa es diferencia entre una minoria nacional i una minoria ètnica. En conseqüència, els armenis, els alemanys, els jueus, els lituans, els russos, els eslovacs, els txecs, els ucraïnesos i els belarussos tenen l'estatus de nacionals, els caraïtes (minoria etno-religiosa), les lemks, els roms i els tàtars el de minories ètniques. En total hi ha 253.273 persones, que són 0,7 % de la població de Polònia.

### Països escandinaus
Als països nòrdics, hi ha diverses minories nacionals reconegudes oficialment: finlandesos suecs, tornedalians a Suècia, alemanys a Dinamarca, kvens al nord de Noruega, suecs finlandesos, Ålanders, tàtars i russos a Finlàndia, així com samis a Noruega, Suècia i Finlàndia. Tots ells estan definits i tenen el seu estatus i dret protegits de diverses maneres, per motius ètnics, lingüístics, o àdhuc geogràfics. Altrament, els gitanos i els jueus tenen la condició de minoria nacional a Noruega, Suècia i Finlàndia.
L'any 1999, el Parlament suec va decidir, a la llum del Conveni del Consell d'Europa, reconèixer els samis, els finlandesos suecs, els tornedalians, els jueus i els gitanos com a minories nacionals a Suècia. En una segona convenció, les seves llengües van ser reconegudes com a llengües minoritàries oficials a Suècia, sobre la base que tenen un dret de residència històrica a Suècia. Les llengües són sami, finès, meänkieli, romaní chib i jiddisch. D'aquestes, les llengües territorials sami, meänkieli i finès tenen una protecció més forta que les llengües no territorials romaní chib i jiddisch. Cal indicar que, a Suècia, el sami és una llengua territorial en 25 municipis, el meänkieli en 9 municipis i el finès en 66 municipis.

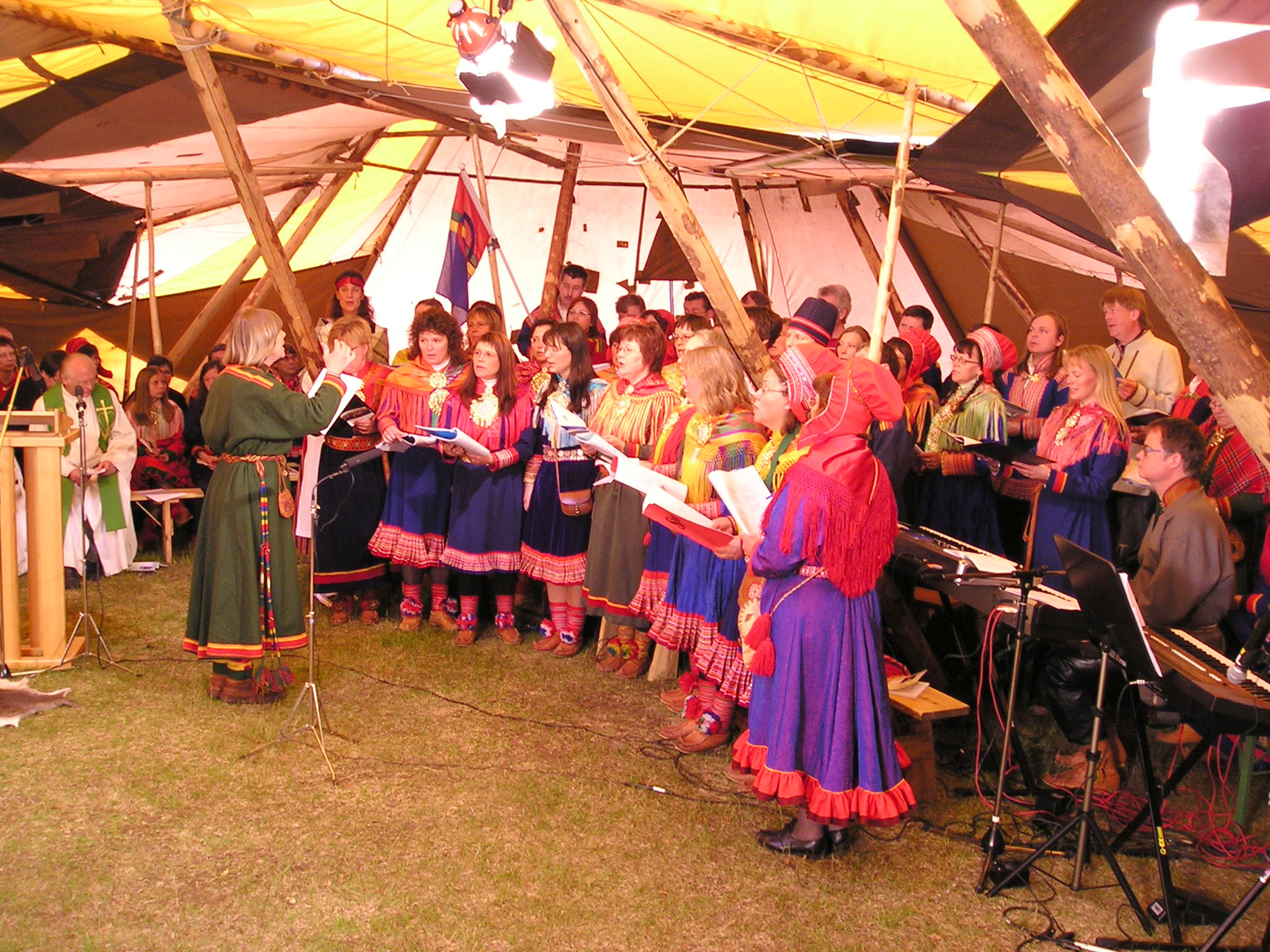
Trobada sami

Els convenis comporten diverses obligacions per a les autoritats, entre les quals la televisió SVT i la ràdio SR tenen l'obligació d'emetre programes en aquests idiomes. També s'oferixen oportunitats per a la investigació, i suport cultural i literari en les cinc llengües, així com el dret de les persones a emprar el sami, el finès i el meänkieli amb les diferents administracions. L'administració també té l'obligació d'oferir educació i atenció a la gent gran en aquelles llengües, però només s'aplica a les àrees geogràfiques on aquestes llengües tenen estatus territorial.
Ara bé, Suècia no ha ratificat el Conveni de l'OIT, que, entre altres coses, tindria conseqüències sobre el dret dels samis, com a pobles indígenes, a gestionar la terra que han habitat tradicionalment.

#### Samis
El poble sami (també coneguts com a lapons (denominació caiguda en desús en tindre un origen considerat despectiu), està constituït pels grups indígenes que habiten a Lapònia (o, preferentment, Sápmi), una regió cultural que inclou territoris del nord de Suècia, Noruega, Finlàndia i la península de Kola (Rússia). Es calcula que la població actual és d'entre 80.000 i 100.000 persones. Té llengües pròpies, les llengües sami, que pertanyen a la subfamília de llengües ugrofineses.

### Suïssa
La Confederació Suïssa, una confederació de cantons, reconeix oficialment comunitats lingüístiques i religioses, i ratificà l'acord marc el 1998, però en va limitar l'aplicabilitat del terme minoria nacional:
A Suïssa, les minories nacionals a l'efecte del Conveni Marc són aquells grups de persones numèricament menors que la resta de la població del país o d'un cantó, amb ciutadania suïssa, que mantenen llaços antics, sòlids i duradors amb Suïssa, i que tenen la voluntat de mantenir junts la identitat, en particular la seva cultura, tradicions, religió o llengua.

#### Comunitats lingüístiques
Les «llengües oficials» del país són l'alemany, el francès i l'italià, segons l'apartat 1 de l'article 70 de la constitució federal, i cada cantó, segons la seva pròpia constitució, empra una o més «llengües nacionals», i pot també acceptar la utilització de llengües «no-nacionals» o d'un dels dialectes suïssos alemanys o Schwyzertütsch, els quals gaudeixen de valorització social. Del punt de vista lingüístic, parla l'alemany el 63,5% de la població (17 cantons de 26 són unilingües alemanys), el francès el 22,5%, l'italià el 8,4%, i el romanx per menys de 0,6%. A més hi ha llengües «no-nacionals» parlades per un 9% d'habitants descendents de la immigració, i que es consideren «minories».
En els últims anys s'ha comprovat una progressió de l'ús del dialecte a les escoles alemàniques en detriment de l'alemany. A l'entorn escolar, per tal d'elevar el nivell d'alemany dels alumnes que generalment prefereixen parlar dialectes suïssos-alemanys, diversos cantons alemànics (entre els quals Zuric, Schwytz, Uri i Zoug) han imposat l'ús sistemàtic de l'hochdeutsch (alemany estàndard), i els professors estan obligats a expressar-se exclusivament en aquesta llengua.
El francès és parlat a l'oest del país, a l'anomenada Suïssa romanda, on quatre cantons són monolingües francesos (Ginebra, Jura, Neuchâtel i Vaud), i tres són oficialment bilingües francesos-alemany (Friburg, Valies i Berna).
L'italià és parlat al sud del país, a la Suïssa italiana, al cantó de Ticino i els algunes valls italoparlants del cantó dels Grisons. L'ús del dialecte tessinois, emparentat als parlars llombards, també hi roman viu.
Pel que fa al romanx, només és parlat, minoritàriament, al cantó dels Grisons, que esdevé l'únic oficialment trilingüe.

#### Comunitats religioses
Generalment, els cantons es proclamen d'una de dues confessions.
Vist des del punt de vista confessional, la religió majoritària a Suïssa és el catolicisme, amb gairebé 39% de la població segons el cens federal de la població 2010. La segona religió és l'Església evangèlica reformada, amb el 33% de la població. Les demés religions són minoritàries: L'islam és la tercera religió amb 4,5% de la població (uns 40.000 a 50.000 alevis bektaixites viuen a Suïssa, la majoria són d'origen turc). I un 0,2% de la població pertany a les comunitats jueves. La proporció dels habitants que es declaren ateus és del 20%. Existeix igualment de petites comunitats ortodoxes d'origen balcànic, budistes d'origen tibetà i altres.

## Amèrica del Nord

### Canada
Des de finals del segle xviii, els canadencs europeus van intentar que els pobles indígenes s'integressin a la cultura europea, arribant al punt culminant, a les darreries del segle xix i principis del segle xx, d'originar-se integracions i deslocalitzacions forçades. Es bastí un Sistema d'escoles residencials índies, que era una xarxa d'internats per a pobles indígenes. L'assistència va ser obligatòria des de 1894 fins a 1947 i es va crear per aïllar els nens indígenes de la influència de la cultura i religió nadiues i assimilar-los a la cultura canadenca dominant, amb tota classe de conseqüències sobre la cultura nadiua i les mateixes persones.
Darrerament s'ha iniciat un període de reparació, que va començar amb el nomenament de la Comissió canadenca de la Veritat i la Reconciliació, el 2008. Aquesta Comissió va concloure que el Sistema d'escoles residencials índies podia descriure millor com una eina de genocidi cultural.

### Estats Units d'Amèrica
Els pobles nadius dels Estats Units d'Amèrica actualment tenen estatus de minoria nacional, així com territoris autònoms, però històricament han patit repressió, neteja ètnica dels seus territoris ancestrals, i genocidi cultural.
Tot i l'estatus de protecció, actualment encara hi roman un rerefons de menyspreu i àdhuc racisme.

## Àsia

### Israel
Els palestins que viuen a Israel, bé en territori plenament israelià o sota el control de l'ANP, són una minoria nacional, en aquest cas producte de la neteja ètnica que acompanyà la creació de l'estat d'Israel.

### Turquia, Iran, Iraq
Les minories kurdes en aquests tres territoris són minories nacionals, en quedar dividit el Kurdistan entre aquests tres països. El tracte rebut pels kurds difereix, des d'una autonomia a l'Iraq, a una forta repressió a Turquia, esdevinguda una democràcia ètnica, i són clarament una minoria nacional a cadascun dels països.

### Xina
Tot i no estar considerades legalment com a minories nacionals a la Xina, per la via dels fets (repressió, genocidi cultural, i àdhuc internament en camps de reeducació) es poden distingir els uigurs i els tibetans. Ambdues ètnies i les seves cultures intenten ser totalment assimilades per la Xina en un procés de construcció nacional.

## Austràlia
Els aborígens australians actualment són considerats una minoria nacional, tot i que han patit una llarga història de repressió, neteja ètnica dels seus territoris ancestrals, i genocidi cultural.

## Democràcies ètniques
Un tema col·lateral que pot anar lligat a les minories nacionals és el de les anomenades democràcies ètniques, sistemes polítics que funcionen segons el principi democràtic, però tracten un determinat grup ètnic de manera particular/discriminatiori respecte al conjunt.